# Paralimnophila (Paralimnophila) kosciuskana
Paralimnophila (Paralimnophila) kosciuskana is een tweevleugelige uit de familie steltmuggen (Limoniidae). De soort komt voor in het Australaziatisch gebied.